# Bolivia op de Olympische Zomerspelen 2016
Bolivia nam deel aan de Olympische Zomerspelen 2016 in Rio de Janeiro, Brazilië. De selectie bestond uit twaalf atleten, actief in vijf sporten (bijna de helft actief in het snelwandelen), en was daarmee de grootste sinds de Spelen van 1992 (Barcelona). Snelwandelaarster Ángela Castro droeg de Boliviaanse vlag tijdens de openings- en de sluitingsceremonie.

## Deelnemers en resultaten
(m) = mannen, (v) = vrouwen 

### Atletiek
| Olympiër                | Discipline            | Resultaat | Prestatie |
| ----------------------- | --------------------- | --------- | --------- |
| Marco Antonio Rodriguez | 20km snelwandelen (m) | 45e       | 1:25.11   |
| Ronald Quispe           | 50km snelwandelen (m) | 30e       | 4:02.00   |
|                         |                       |           |           |
| Rosmery Quispe          | marathon (v)          | 117e      | 2:58.32   |
| Ángela Castro V         | 20km snelwandelen (v) | 18e       | 1:32.54   |
| Wendy Cornejo           | 20km snelwandelen (v) | 31e       | 1:35.17   |
| Stefany Coronado        | 20km snelwandelen (v) | 43e       | 1:37.56   |

### Judo
| Olympiër      | Discipline | Resultaat | Prestatie                           |
| ------------- | ---------- | --------- | ----------------------------------- |
| Martín Michel | –90 kg (m) | 33e       | 1e ronde: V van CUB González: ippon |

### Schietsport
| Olympiër           | Discipline          | Resultaat | Prestatie                          |
| ------------------ | ------------------- | --------- | ---------------------------------- |
| Rudolf Knijnenburg | 50m pistool (m)     | 41e       | kwalificatie: 41e met 522 punten   |
|                    |                     |           |                                    |
| Carina García      | 10m luchtgeweer (v) | 44e       | kwalificatie: 44e met 405,6 punten |

### Wielersport
| Olympiër    | Discipline       | Resultaat | Prestatie      |
| ----------- | ---------------- | --------- | -------------- |
| Óscar Soliz | wegwedstrijd (m) | DNF       | niet gefinisht |

### Zwemmen
| Olympiër                 | Discipline          | Resultaat | Prestatie            |
| ------------------------ | ------------------- | --------- | -------------------- |
| José Alberto Quintanilla | 50 m vrije slag (m) | 46e       | serie 6: 6e in 23,35 |
|                          |                     |           |                      |
| Karen Torrez             | 50 m vrije slag (v) | 46e       | serie 6: 1e in 26,12 |